# Playas de Sangenjo
En los treinta y seis kilómetros de la costa de Sangenjo se puede encontrar un sinfín de playas de las más variadas características; urbanas como Silgar, Baltar y Caneliñas, o más tranquilas como Areas, Montalvo, Major y A Lanzada; de arena blanca y fina, con alguna excepción. Todas ellas destacan por la calidad de sus aguas y servicios, convirtiendo a Sangenjo en el municipio con más banderas azules de España desde el año 2004.[cita requerida] Destacando entre sus arenales los siguientes:
| Playa        | Longitud (m) | Ancho (m) | Grado de ocupación | Grado de urbanización |    |    |    |    | Descripción | Imagen |
| ------------ | ------------ | --------- | ------------------ | --------------------- | -- | -- | -- | -- | --- | ------ |
| Areas        | 830          | 55        | Muy alto           | Medio                 | Sí | Sí | Sí | Sí | Playa en forma rectilínea y semicurva en un extremo, ubicada en un entorno semiurbano. Limitada en el extremo este por la pequeña Cala dos Mortos, con acceso en bajamar y Punta Cabicastro, con hermosas vistas de la ría de Pontevedra. |        |
| Silgar       | 750          | 80        | Muy alto           | Muy alto              | Sí | Sí | Sí | Sí | Acompañada de punta a punta por el paseo que lleva su nombre y resguardada por los edificios, Silgar se llena cada verano de turistas españoles y extranjeros que buscan el relax de playa en las rías gallegas. La Madama es la famosísima estatua que se halla en una roca que se encuentra a medio camino entre la orilla y las boyas.                                             |        |
| Baltar       | 650          | 55        | Muy alto           | Alto                  | Sí | Sí | Sí | Sí | También conocida como playa de Portonovo y separada de Sigar por la punta del Vicaño es una playa con una gran zona verde detrás, perseguida en su recorrido por dos paseos, uno de ellos de madera, y con unas pequeñas e inusuales dunas cercanas al pueblo. Ésta, junto a Canelas y Caneliñas, conforman las playas de Portonovo.                                                  |        |
| Caneliñas    | 150          | 50        | Muy alto           | Muy alto              | Sí | Sí | Sí | Sí | Pequeña playa, refugio de los que buscan una fina arena blanca y un lugar acogedor entre los edificios de Portonovo. Es usual ver a jóvenes disfrutando de La Covasa, un estrecho de agua entre dos rocas en uno de los bordes de la playa y que se vacía por completo cuando baja la marea.                                                                                          |        |
| Canelas      | 400          | 80        | Muy alto           | Escaso                | Sí | Sí | Sí | Sí | Es uno de los focos de turismo de la región destacando por sus vistas. La calidez de la arena y de las aguas que la bañan hacen de canelas una de las playas más atractivas del ayuntamiento de Sangenjo, sobre todo para la gente joven. |        |
| Paxariñas    | 140          | 40        | Muy alto           | Muy escaso            | Sí | Sí | Sí | Sí | Tiene forma de media concha, ubicada en un entorno semiurbano y limitada, en su margen izquierda, por la Punta de Elmo o Punta do Cavicastro y, en su margen derecha, por la Punta de Paxariñas. |        |
| Montalvo     | 950          | 120       | Muy alto           | Muy escaso            | Sí | Sí | Sí | Sí | Rectilínea, ubicada en un entorno rural, limitada por la Punta Montalvo, promontorio y mirador natural, y por la Punta Paxariñas. La arena blanca y fina forma suaves dunas con vegetación dispersa que delimitan la playa del pinar próximo. Oleaje notable. Corriente de Resaca Fuerte en el centro medio, con tendencia a movimiento lateral. Bajo Observación Corriente de resaca |        |
| Bascuas      | 130          | 60        | Medio-alto         | Muy escaso            | Sí | Sí | Sí | Sí | Es una pequeña playa nudista del municipio de Sangenjo. Tiene forma de media concha, ubicada en un entorno casi despoblado. |        |
| Panadeira    | 85           | 50        | Alto               | Muy alto              | Sí | Sí | Sí | Sí | Ubicada en un entorno urbano, en las inmediaciones del núcleo de Sangenjo, limitada por las playas de Lavapanos y la de Os Barcos. Recogida de los vientos y con aguas tranquilas, se trata de una playa accesible y de uso familiar. |        |
| La Lanzada   | 2560         | 95        | Alto               | Muy escaso            | Sí | No | Sí | No | Playa de arena semifina muy demandada por los surferos ya que se encuentra dando la cara a mar abierto y tiene un buen oleaje durante todo el año debido a que no se encuentra protegida por la Isla de Ons como las demás. Sangenjo comparte esta playa con el municipio de El Grove. Forma la parte occidental del istmo que une Sangenjo con la Península del Grove                |        |
| Major        | 980          | 100       | Medio              | Escaso                | Sí | Sí | Sí | Sí | La playa de Major es uno de los mayores arenales del ayuntamiento de Sangenjo y cuenta con una amplia zona de dunas naturales el su parte Noroeste. |        |
| Lapa         | 460          | 40        | Medio              | Medio                 | Sí | Sí | Sí | Sí | Situada en la parroquia de Noalla, entre la playa de Área Gorda, separada solo por el islote del Médico, y A Lanzada, presenta una forma de media concha. |        |
| Área Gorda   | 330          | 70        | Bajo               | Medio-bajo            | Sí | Sí | Sí | Sí | Playa en un entorno semiurbano, a pesar de su nombre tiene arena fina y blanca, y destaca por la calidad de sus aguas. |        |
| Foxos        | 380          | 50        | Alto               | Medio                 | Sí | Sí | Sí | Sí | Situada en la Parroquia de Noalla, es una de las playas más requeridas tanto por los surfistas como por los bañistas. Tiene forma rectilínea. |        |
| Pragueira    | 450          | 70        | Medio              | Escaso                | Sí | Sí | Sí | Sí | Geográficamente pegada a la Playa de Major, encontramos este arenal justo antes que el de Bascuas. Destaca por la calidez de sus aguas, y por un oleaje moderado pero notable. |        |
| Nanín        | 440          | 40        | Medio-alto         | Medio-Alto            | Sí | Sí | Sí | Sí | La Playa de Nanín se sitúa saliendo del núcleo urbano de Sangenjo dirección Pontevedra, justo antes de la Playa de Areas. De arena blanca y fina, es frecuentada por la gente de la zona y alrededores, perdiendo protagonismo turístico a favor de las playas de Silgar y Areas. |        |
| Fontenla     | 80           | 40        | Bajo               | Medio-bajo            | No | No | Sí | No | La pequeña Playa de Fontenla es un arenal de reducidas dimensiones acurrucado entre las rocas de Punta Faxilde, el punto terrestre más cercano a la Isla de Ons. Se sitúa entre las playas de Major y Foxos. Ideal para disfrutar del sol y el agua en un ambiente poco masificado.                                                                                                   |        |
| Dos Barcos   | 150          | 20        | Muy bajo           | Muy Alto              | No | No | Sí | No | Esta pequeña playa es una playa portuaria pegada al muelle de Sangenjo. En los últimos tiempos ha bajado considerablemente la afluencia de personas que la usan como playa turística. Tiene un paseo de maera sobre ella relativamente nuevo, que la hace aún más estancada. |        |
| Lavapanos    | 60           | 20        | Muy bajo           | Muy alto              | No | No | No | No | Playa de reducidas dimensiones en forma rectilínea, ubicada en un entorno urbano, en las inmediaciones del núcleo de Sangenjo, limitada por la Playa da Panadeira y la de Carabuxeira. De arena blanca y gruesa, resguardad de los vientos, es una playa portuaria con aguas tranquilas.                                                                                              |        |
| Carabuxeira  | 230          | 30        | Medio              | Muy alto              | Sí | Sí | Sí | No | La playa de la Carabuxeira es un arenal situado en el núcleo exterior de Sangenjo. Su principal acceso pasa por debajo de un edificio construido enfrente. |        |
| Barreiros    | 60+170       | 30        | Medio              | Medio                 | No | No | Sí | No | Playa de reducidas dimensiones en forma rectilínea, ubicada en un entorno semiurbano. Compuesta por arena blanca y fina. Con aguas tranquilas. Debido a su privilegiada orientación, recibe los rayos del sol hasta bien entrada la tarde. |        |
| Área de Agra | 260          | 30        | Medio-Bajo         | Bajo                  | Sí | Sí | Sí | Sí | Ubicada en un entorno virgen, limitada por la Punta Festiñazo. Arena blanca y fina. Resguardada de los vientos, suele ser, no obstante, una playa con fuertes oleajes. Ideal para quienes buscan playas con entornos poco humanizados. |        |
| Pampaido     | 60           | 20        | Muy bajo           | Medio-Alto            | No | No | Sí | No | Pequeña playa de arena blanca y fina. Emplazada en un entorno rústico, es una playa con aguas tranquilas, abrigada de los vientos y las corrientes marinas. Ideal para disfrutar del sol y el mar en un ambiente tranquilo y poco masificado. |        |
| La Granja    | 120          | 10        | Medio-bajo         | Alto                  | No | Sí | Sí | No | Ubicada en un entorno rural, entre las playas de Maceiriñas y Santa Mariña. Compuesta por una combinación de arena blanca y pequeñas piedrecillas. Recogida de los vientos, es una playa con aguas tranquilas y cálidas. |        |
| Espiñeira    | 150          | 20        | Medio-alto         | Medio                 | No | Sí | Sí | Sí | Playa en forma de media concha, de arena blanca y fina, en un entorno semiurbano, entre las playas de Lapa y A Lanzada. Abierta, ventosa y con fuerte oleaje, es una playa idónea para la práctica del surf. Comparte equipamiento con la playa de Lapa. |        |
| Playa        | Longitud (m) | Ancho (m) | Grado de ocupación | Grado de urbanización |    |    |    |    | Descripción | Imagen |